# Réseau de zones humides dans la Combe de Savoie et la moyenne vallée de l'Isère
Réseau de zones humides dans la Combe de Savoie et la moyenne vallée de l'Isère este o arie protejată (sit de importanță comunitară — SCI) din Franța întinsă pe o suprafață de 876,8 ha, integral pe uscat.

## Localizare
Centrul sitului Réseau de zones humides dans la Combe de Savoie et la moyenne vallée de l'Isère este situat la coordonatele 45°32′02″N 6°08′38″E / 45.53395°N 6.14376°E.

## Înființare
Situl Réseau de zones humides dans la Combe de Savoie et la moyenne vallée de l'Isère a fost declarat arie specială de conservare în baza directivei 92/43 din 1992 referitoare la conservarea habitatelor naturale și a faunei și florei sălbatice pentru a proteja 1 specie de plante și 10 specii de animale.

## Biodiversitate
Situată în ecoregiunea alpină, aria protejată conține 6 habitate naturale: Râuri de munte și vegetația lor lemnoasă cu Salix elaeagnos, Pajiști cu Molinia pe soluri calcaroase, turboase sau argilos-nămoloase (Molinion caeruleae), Mlaștini calcaroase cu Cladium mariscus și specii de Caricion davallianae, Mlaștini alcaline, Păduri aluvionare cu Alnus glutinosa și Fraxinus excelsior (Alno-Padion, Alnion incanae, Salicion albae), Cursuri de apă de la nivel de câmpie la nivel montan, cu vegetație Ranunculion fluitantis și Callitricho-Batrachion.
La baza desemnării sitului se află mai multe specii protejate:
- plante (1): moșișoare (Liparis loeselii)
- amfibieni (2): izvoraș-cu-burta-galbenă (Bombina variegata), triton cu creastă (Triturus cristatus)
- mamifere (1): castor (Castor fiber)
- nevertebrate (4): Austropotamobius pallipes, Coenagrion mercuriale, fluturele purpuriu (Lycaena dispar), Oxygastra curtisii
- pești (3): zglăvoacă (Cottus gobio), cicar (Lampetra planeri), clean dungat (Telestes souffia)

Pe lângă speciile protejate, pe teritoriul sitului au mai fost identificate 8 specii de păsări.